# キャロル・ブーケ
キャロル・ブーケ（Carole Bouquet, 1957年8月18日 - ）は、フランスの女優・モデルである。発音上は キャロル・ブケ、キャロル・ブケーとも。ヌイイ＝シュル＝セーヌ出身。

## 略歴
15歳でソルボンヌ大学の哲学科に入学するという秀才。その後、演技の勉強をするためフランス国立高等演劇学校に編入する。
17歳のときにルイス・ブニュエル監督に見出され、1977年に映画『欲望のあいまいな対象』でデビュー。
国際的には、1981年に公開された『007シリーズ』の第12作でボンドガール役を演じた『007 ユア・アイズ・オンリー』（主演のロジャー・ムーアとは30歳差で彼女が年下）が有名だが、1980年代から90年代は自国フランスの作品を中心に出演している。
1990年代は、"シャネルの顔"となり、シャネルNo.5のモデルを務めていた。
映画プロデューサーのジャン＝ピエール・ラッサムとは結婚し、一子をもうけていたが、1985年に死別。1997年より俳優のジェラール・ドパルデューとの交際が始まり、2003年から2005年まで婚約していた。
1982年7月26日には南米ペルーの首都リマで開催されたミス・ユニバース世界大会で、ノーベル文学賞受賞作家のマリオ・バルガス・リョサ、イタリアの俳優フランコ・ネロ、マジシャンのデビッド・カッパーフィールドらと共に審査員を務めた。
1999年には、第４回上海国際映画祭の審査員を務めた。
2006年には、東京と大阪で開催された『フランス映画祭2006』のフランス代表団団長として来日。六本木ヒルズTOHOシネマズ前に敷かれたレッドカーペットに登場した。
女優の仕事だけでなく、DV犠牲者を救うボランティアなど社会貢献活動も積極的に行っている。

## 主な出演作品
| 公開年 | 邦題 原題 | 役名                               | 備考                                                                             |
| ------ | --- | ---------------------------------- | -------------------------------------------------------------------------------- |
| 1977   | 欲望のあいまいな対象 Cet obscur objet du désir                                                                                            | コンチータ                         |                                                                                  |
| 1979   | 料理は冷たくして Buffet froid |                                    | シネクラブ上映 TV放映及びVHS題                                                   |
| 1980   | ブランク・ジェネレーション ～リチャード・ヘル&ザ・ヴォイドイズ～ Blank Generation                                                         | ナダ                               |                                                                                  |
| 1981   | 007 ユア・アイズ・オンリー For Your Eyes Only                                                                                             | メリナ                             |                                                                                  |
| 1981   | 愚か者の日 Tag der Idioten | キャロル                           | ヴェルナー・シュレーター監督                                                     |
| 1982   | 類猿人ビンゴ・ボンゴ Bingo Bongo | ラウラ                             | VHSスルー                                                                        |
| 1983   | アバンチュールはデュエットで Mystère | ミステール                         | VHSスルー                                                                        |
| 1984   | ネモの不思議な旅/異次元惑星のプリンセスを救え!! Nemo                                                                                      |                                    | VHSスルー                                                                        |
| 1985   | フレンチ・ポリス/殺しのムーブメント Spécial police                                                                                        | イザベル                           | VHSスルー                                                                        |
| 1986   | Double messieurs | エレーヌ                           | ジャン＝フランソワ・ステヴナン監督                                               |
| 1987   | デ・ジャ・ヴュ Jenatsch | ルクレツィア                       | ダニエル・シュミット監督                                                         |
| 1989   | ニューヨーク・ストーリー：第2話 ゾイのいない人生 New York Stories: Life Without Zoe                                                       | ソロヤ王女                         |                                                                                  |
| 1989   | 美しすぎて Trop belle pour toi | フロランス、コレットの隣人（二役） | セザール賞 主演女優賞 受賞                                                       |
| 1989   | バンカー・パレス・ホテル Bunker Palace Hôtel                                                                                              | クレール                           |                                                                                  |
| 1991   | 忘却に抗って - 命のための30通の手紙／ギリシア、アンドレアス・クリストドゥールーのために Contre l'oubli: Pour Andreas Christodoulou, Grèce | 語り部                             | オムニバス ジャン＝ルー・ユベール監督編 2001年山形国際ドキュメンタリー映画祭上映 |
| 1993   | タンゴ Tango | ゲスト                             |                                                                                  |
| 1994   | 恋の選択 A Business Affair | ケイト・スワロー                   |                                                                                  |
| 1994   | 他人のそら似 Grosse fatigue | キャロル・ブーケ                   |                                                                                  |
| 1996   | 愛の破片 Poussieres d'amour | インタビュアー                     | ドキュメンタリー                                                                 |
| 1997   | リュシー・オブラック Lucie Aubrac | リュシー・オブラック               | フランス映画祭上映(来日)                                                         |
| 1997   | 赤と黒 Le rouge et le noir |                                    | テレビ映画                                                                       |
| 1998   | 天使の肉体 En plein coeur | ヴィヴィアン                       |                                                                                  |
| 1999   | Un pont entre deux rives | ミナ                               | ジェラール・ドパルデュー＆フレデリック・オビュルタン共同監督                     |
| 2000   | ルルのピクニック Le Pique-nique de Lulu Kreutz                                                                                            | アンナ・ギラルディ                 | ヤスミナ・レザ脚本 シネフィル・イマジカ放映                                      |
| 2001   | WASABI Wasabi | ソフィア                           |                                                                                  |
| 2002   | キスはご自由に Embrassez qui vous voudrez                                                                                                 | リュリュ                           | フランス映画祭上映                                                               |
| 2004   | セックス・アンド・ザ・シティ シーズン6 Sex and the City                                                                                   | ジュリエット                       | テレビシリーズ 最終話「しあわせ探しの末に」An American Girl in Paris: Part Deux  |
| 2005   | ハウス・ウォーミング！ Travaux | シャンタル                         | フランス映画祭上映 (団長も)                                                      |
| 2005   | 美しき運命の傷痕 L'Enfer | マリー（母）                       |                                                                                  |
| 2009   | さみしくなるだろう Je vais te manquer | ジュリア                           | TV5MONDE放映                                                                     |
| 2011   | 許されぬ人たち Impardonnables | ジュディット                       | アンドレ・テシネ監督 2014年TV5MONDEで放映                                        |
| 2014   | Une heure de tranquillité | ナタリー・ルプルー                 | パトリス・ルコント監督                                                           |
| 2019   | 今宵、212号室で Chambre 212 | 20年後のイレーヌ                   | クリストフ・オノレ監督                                                           |

## 参照
1. ↑  “写真で見る＜フランス映画祭2006＞開幕”. All About, Inc. (2006年3月18日). 2012年10月20日閲覧。